# Osor

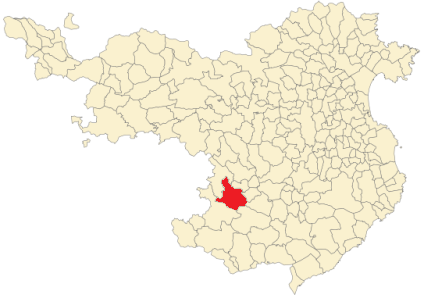
Situación de Osor en la provincia de Gerona.

Osor es un municipio español de la provincia de Gerona, situado al norte de la comarca de la Selva, en Cataluña.

## Demografía
Osor cuenta con una población de 418 habitantes (INE 2024).
| Gráfica de evolución demográfica de Osor entre 1842 y 2021 |
| |
| Población de derecho según los censos de población del INE Población de hecho según los censos de población del INEEn estos censos se denominaba San Pedro de Osor: 1842, 1857 y 1860 |

## Economía
Agricultura de secano e industria ligera.

## Historia
Aparece documentado por primera vez en 860 con la forma Auzor. El núcleo urbano fue destruido por los terremotos del siglo XV.

## Lugares de interés
- Iglesia de Sant Pere d'Osor, del siglo XVIII, con elementos románicos.
- Monasterio de la Mare de Déu del Coll, de estilo románico.